# Louis De Ridder (hoogleraar)
Louis De Ridder (Deurne, 6 december 1928 - Laarne, 7 april 2020) was een Belgisch hoogleraar.

## Levensloop
De Ridder werd op 1 oktober 1972 aangesteld als docent aan de 'faculteit Ingenieurswetenschappen en Architectuur' van de Rijksuniversiteit Gent. Op 1 oktober 1986 werd hij er hoogleraar, een functie die hij uitoefende tot aan zijn pensioen op 1 oktober 1994.